# Magdalena Soter
Magdalena Soter (ur. 23 maja 1988 r. w Kielcach) – polska siatkarka, grająca na pozycji środkowej.  Od sezonu 2018/2019 występuje w drużynie Volleyball Wrocław.

## Osiągnięcia
- 2014 - awans do ORLEN Ligi z drużyną AZS KSZO Ostrowiec Świętokrzyski